# Gabriel Iranyi
Gabriel Iranyi (* 6. Juni 1946 in Cluj-Napoca, Rumänien) ist ein deutscher Komponist rumänisch-ungarisch-jüdischer Herkunft im Bereich der Neuen Musik.

## Leben
Gabriel Iranyi studierte von 1965 bis 1971 Komposition bei Sigismund Todutza und Klavier bei Nina Panjewa  an der „George Dima“ Musik-Academie in Cluj-Napoca und bekam 1971 einen Master of Arts in Komposition verliehen. 1971 erhielt Iranyi eine Professur für Kontrapunkt mit Schwerpunkt Renaissance, Barock und 20. Jahrhundert in Jassy an der „George Enesco Musikhochschule.“ 1977 bis 1981 war er Dozent für Formenlehre, Kontrapunkt und Musiktheorie an der Tel Aviv University in Israel.
1978 und 1984 nahm er teil als DAAD-Stipendiat an den Darmstädter Ferienkurse für Neue Musik, in der Kompositionsklassen von Brian Ferneyhough, Helmut Lachenmann und Cristóbal Halffter. Besonders prägend waren für ihn die Begegnungen mit György Ligeti, György Kurtág, Morton Feldman und Günther Becker.
Seit 1988 lebt Gabriel Iranyi als freischaffender Komponist in Berlin.
2000 promovierte er im Fach Musikwissenschaften mit dem Thema „Zeitgenössische Musik zur Jahrhundertwende. Gedankenkontinuität und Gültigkeit von Kompositionstechniken“. Seitdem hielt er zahlreiche Vorträge über Neue Musik und eigene Werke an der Hochschule für Musik „Hanns Eisler“ Berlin, der New York University, der University of Wisconsin, der Landesmusikakademie Berlin, der European Piano Teachers Association, der Carl-Ossietzky-Universität Oldenburg und den Musikhochschulen in Rostock, Bukarest und Klausenburg.
2010 wurde Gabriel Iranyi zum stellvertretenden Vorsitzenden des Deutschen Komponistenverbandes Berlin gewählt.
2013 wurde er im Rahmen des „George Enescu“ Festivals für eine Masterclass für junge Komponisten sowie einen Vortrag über eigene Werke an der Musikuniversität Bukarest eingeladen.
Iranyis Kompositionen wurden auf den Musikfestivals Gaudeamus Musik Week Amsterdam, Steirischer Herbst in Graz, Tage für Neue Musik Karlsruhe, IGNM Festival 1980 in Israel u. IGNM Festival 1986 in Holland; International Rostrum of Composers der UNESCO 1986 und 1999 in Paris; Israel Festival 1986, Tage der Neuen Musik Würzburg 1997, „Sacred Meets Secular“ Wisconsin (USA), „Music Now and From Almost Yesterday“ (Milwaukee, Wisconsin/USA), „Ultraschall“ Festival des Deutschland-Radio und Rundfunk Berlin-Brandenburg 2001; „Intersonanzen“ Potsdam 2002, bei der „Internationalen Woche der neuen Musik“ in Bukarest (2002, 2003, 2004, 2005, 2007), „young-euro-classic“ in Berlin 2003 und New York University Composer’s Forum 2003, 2005 aufgeführt.

## Werke (Auswahl)
- Hommage à György Kurtág, 3 Stücke für Viola solo, 1999
- Scroll fragments I: for Clarinet solo, 2007
- Piano Cycle I: Hommage à Paul Klee for Piano solo, 2007
- Drei Postludien: für Klavier, 2007
- Sechs Denkbilder mit Benjamin: für Sopran Solo, 2008
- Streichquartett 2008
- Hauptweg und Nebenwege: Trio für Violine, Violoncello und Klavier, 2009
- Sechs Denkbilder mit Benjamin: für Mezzosopran solo, 2009
- Zwei Celan-Lieder: für Sopran, Violoncello und Klavier, 2009
- Psalm: für 16-stimmigen Chor a cappella, 2000
- Quartett: für Flöte, Violine, Violoncello und Klavier, 2010
- Quatre Mouvements: für Violine und Klavier, 2010
- Drei Sätze für Streichtrio, 2010
- Drei Phantasiestücke: für Flöte und Gitarre, 2010
- Ingeborg-Bachmann-Chöre: für 12 Solo-Stimmen, 2010
- Anamorphosen: für Flöte und Klavier, 2010
- Sonate für Violine oder Viola solo, 2010–2011
- Szenen nach Bertolt Brecht: für Sopran solo, 2011
- Blicke auf Hiroshima: für Violine, Gitarre und Klavier, 2011
- Leonardo-Fragmente: für Sopran, Flöte und Harfe, 2011
- Musik für Theremin und Kontrabass, 2012
- Hommage à Chagall: für Klavier, 2012
- Vier Dischereit-Lieder: für Mezzosopran und Klavier, 2012
- Bird of Wonder: for piano solo, 2012
- Bird in Space: Studie zur gleichnamigen Plastik von Constantin Brancusi für Klavier solo, 2012
- De Profundis Mimaamakim - Aus tiefer Not - Out of the Depths: for piano solo, 2012

## Preise
- 1979: Gaudeamus-Preis
- 1979: Arthur Rubinstein Kompositionspreis
- 1980: Erster Preis beim Valentino Bucchi Wettbewerb
- 2005: Preis des 11. Kompositionswettbewerbs des Wiener Sommer-Seminars für Neue Musik 2005 Kompositionsauftrag des Berliner Senats 2005

## Diskographie
- „Tempora“ – Minguet Quartett, kreuzberg records Berlin
- „Hauptweg und Nebenwege“, kreuzberg records Berlin
- „Blicke auf Hiroshima“, kreuzberg records Berlin
- „Works“, Hungaroton Classic
- „fin / debut de siècle“, Hungaroton Classic
- „Wie man zum Stein spricht“, Dominik Susteck, Orgel, kreuzberg records Berlin